# Улікс Котррі
Улікс Котррі (алб. Uliks Kotrri, нар. 21 червня 1975, Шкодер) — албанський футболіст, що грав на позиції півзахисника.
Виступав, зокрема, за клуб «Влазнія» і національну збірну Албанії.

## Клубна кар'єра
У дорослому футболі дебютував 1992 року виступами за команду клубу «Влазнія», в якій провів три сезони, взявши участь у 60 матчах чемпіонату. В подальшому неодноразово змінював команди, проте у жодній з них стабільно заграти не міг і кожного разу повертався до рідної «Влазнії».
З 1995 по 1996 рік грав за австрійський «Клагенфурт» (11 матчів і 4 голи). Сезон 1997/1998 провів у Німеччині, де лише двічі виходив на поле у складі «Енергі» (Котбус). 2003 року пробував свої сили у чемпіонаті України, проте провів лише одну гру за сімферопольську «Таврію» і знову повернувся на батьківщину. У 2005-2006 роках грав у Новій Зеландії за «Отаго Юнайтед».
Завершив професійну ігрову кар'єру у клубі «Влазнія», до якого учергове повернувся 2006 року, захищав його кольори до припинення виступів на професійному рівні у 2008 році.

## Виступи за збірні
Протягом 1996–1998 років залучався до складу молодіжної збірної Албанії. На молодіжному рівні зіграв у 6 офіційних матчах.
У 1998 році дебютував в офіційних матчах у складі національної збірної Албанії. Протягом кар'єри у національній команді, яка тривала усього 1 рік, провів у формі головної команди країни 3 матчі.

## Титули і досягнення
- Чемпіон Албанії (1):

«Влазнія»: 2000-01
- Володар Кубка Албанії (1):

«Влазнія»: 2007-08